# فرنسيس بي. فلمنج
فرنسيس بي. فلمنج هو محامي وسياسي أمريكي، ولد في 28 سبتمبر 1841 في جاكسونفيل في الولايات المتحدة، وتوفي بنفس المكان في 20 ديسمبر 1908. نشط حزبياً في الحزب الديمقراطي. وقد انتخب حاكم ولاية فلوريدا ‏ (8 يناير 1889 – 3 يناير 1893).